# Alumel
Alumel – stop niklu zawierający 0,8–2% manganu, 1,8–2,5% aluminium, 0,8–2% krzemu i domieszki żelaza i kobaltu.
Oporność elektryczna właściwa ok. 0,32×10−7 Ω. Wrażliwy na działanie siarki i węgla. Wykorzystywany przy wyrobie termoogniw, przewodów kompensacyjnych i oporników o długim czasie pracy w temperaturze do 1000 °C.